# Custodie împărțită
Custodia împărțită ('la garde divisée în franceză; split custody ori divided custody în engleză) reprezintă o variantă a custodiei unice care se aplică în cazurile în care sunt doi (sau mai mulți) minori. În aceste cazuri unul dintre părinte primește custodia unică a unui copil iar celălalt primește custodia  custodia unică pentru celuilalt copil. Acest aranjament a fost folosit în România și în lume anterior datei de 1 octombrie 2011 pentru a simula noțiunea de custodie comună care nu era prezentă în legislația mai veche. Prin echilibrul de putere între cei doi părinți se stimula colaborarea între părinți specifică custodiei comune.  

## Utilizare
Deoarece jurisprudența din România menționează principiul neseparării minorilor acest tip de aranjament s-a făcut în general la cererea părinților sau în cazuri excepționale în care legăturile de atașament dinte copii și părinți erau de așa natură încât să impună o astfel de separare minorilor. De asemenea în baza înțelegerii părților, prim mediere, au fost cazuri în care părinții au decis ca din punct de vedere legal custodia copiilor să fie împărțită dar din punct de vedere fizic copiii să locuiască împreună anumite perioade de timp cu mama și alte perioade de timp cu tatăl.
Începând de la 1 octombrie 2011 când a a intrat în vigoare noul cod civil, a apărut în legislația românească pentru prima dată posibilitatea de a se implementa custodia comună și ca urmare un astfel de aranjament, care oricum era destul de rar, va dispărea din practica instanțelor de judecată românești.

## Jurisprudență
- Sentința civilă nr. 11637/2008 din 11.12.2008
- Sentința civilă nr. 3937/ 22.06.2007, pronunțată de către Judecătoria Sectorului 4 București (sentință citată)
- Sentința civilă nr. 3937/ 22.06.2007, pronunțată de către Judecătoria Sectorului 4 București[nefuncțională]
 (sentința in integrum)
- Sentința civilă nr. X/05.04.2012, pronunțată de către Judecătoria Sectorului 4 București[nefuncțională]
 în dosarul 8319/302/2012.
- Sentință Judecătoria Sector 5 dosar 7924/302/2012[nefuncțională]
 (practic fiecare dintre părinți a renunțat la autoritatea părintească pentru unul dintre cei doi copii!)